# Ütközések (film)
Az Ütközések (eredeti cím: Crash)) 2005-ben bemutatott amerikai–német koprodukcióban készült filmdráma Paul Haggis rendezésében. Az Ütközések a Los Angeles-i faji és szociális feszültségeket dolgozza fel. A film premierje a Torontói Nemzetközi Filmfesztiválon volt 2004 szeptemberében, a nemzetközi filmbemutató pedig 2005-ben. Haggis alkotása három Oscar-díjat nyert, köztük a legjobb film díját.
Az Ütközések költségvetése 6,5 millió dollár volt (plusz 1 millió dollár a finanszírozásra). Az igen alacsony költségvetés miatt Haggis, a rendező kénytelen volt a saját házában is forgatni, kölcsönadta a produkciónak a Monk című tévésorozat díszleteit, a saját autóját használták a film egyes részleteiben, és néhány stábtag is a saját gépkocsijával közlekedett. A forgalmazásból 53,4 millió dollár folyt be az Egyesült Államokban.
A Chicago Sun-Times filmkritikusa, Roger Ebert az Ütközések című filmet 2005 legjobb filmjének titulálta. Az LA Weekly kritikusa, Scott Foundas ezzel szemben az év legrosszabb filmjének nevezte, ami vitát gerjesztett a két kritikus között.

## Történet
Egy brentwoodi háziasszony és férje, az államügyész; egy perzsa boltos; két rendőrnyomozó; egy színes bőrű filmrendező és felesége; egy mexikói lakatos; két autótolvaj; egy kezdő zsaru és egy középkorú koreai házaspár. Mind Los Angelesben élnek, és az elkövetkező 36 óra során sorsuk összefonódik. A film bemutatja a faji megkülönböztetést a 9/11 utáni események után. A szereplők ütköznek egymással, autóval, konfliktusban, rablás útján. Az összes cselekményszálon megjelenik az erőszak. Mindenki különféleképpen reagál a terrorra és a fenyegetettségre. Ki dühvel, ki félelemmel, ki óvatosan és néhányan védekezően és támadva is.

## Cselekmény
|  | Alább a cselekmény részletei következnek! |

A film több, egymástól részben független történetet mesél el. Az egyes történetek szereplői más történetekben is felbukkannak. Ezért a néző csak az egész film megtekintése után tudja értelmezi, hogy melyik jelenet melyik történet része, és összerakni a cselekmény időrendjét.
A történetek:

### 1. Farhad, Dorri, Daniel
Farhad perzsa származású, de már amerikai állampolgár, egy kis bolt tulajdonosa. Heves vérmérsékletű, gyorsan dühbe gurul. Angolul írni-olvasni egyáltalán nem tud, beszélni is csak gyengén. Vele együtt élő lánya, Dorri viszont már tökéletesen beilleszkedett amerikai.
Farhad boltjába betörnek. A kár csekély, de Farhad elhatározza, hogy pisztolyt vásárol, hogy ilyen esetben megvédhesse magát. Lánya elkíséri a fegyverboltba, és tolmácsol neki. A boltost idegesíti, hogy arabnak nézett vendégei idegen nyelven beszélgetnek egymással, felszólítja őket, hogy ne itt tervezzék a dzsihádot, majd a kialakuló szóváltás nyomán a biztonsági őrrel kivezetteti Farhadot. A vásárlást Dorri fejezi be, és ő választja ki – dobozának színe alapján – a pisztolyhoz járó lőszert.
Farhad szerelőt hívat, hogy a betöréskor tönkretett zárat megjavítsa. Daniel, a sötét bőrű, kopaszra nyírt és tetovált lakatos kicseréli a zárat, de közli, hogy az ajtó is tönkrement, azt is ki kell cserélni. Farhad feldühödik, azt gondolja, hogy Daniel nem javította meg a zárat, ezért nem hajlandó a munkát kifizetni. Daniel összegyűrve a szemétbe dobja a munkalapot, és fizetség nélkül távozik.
Még aznap éjszaka a hibás ajtón keresztül újra betörnek a boltba, a teljes árukészletet megsemmisítik, a falra arabellenes feliratokat festenek. A bolt biztosítva van, de miután a ki nem fizetett zárszerelő cég jelentette a biztosítónak, hogy a tulajdonos a hibás ajtót nem hajlandó kicseréltetni, a biztosító (egyébként sárga bőrű) szakembere közli, hogy ez gondatlanság, és a kárt nem térítik meg.
Farhad tönkrement. Ezért Danielt, a zárszerelőt tartja felelősnek. Elhatározza, hogy bosszút áll. Fegyverét megtöltve, Daniel házához indul, melynek címét a szemétbe dobott munkalapról állapítja meg.
Daniel nem régen költözött új lakhelyére, mivel korábban olyan helyen lakott, ahol az erőszakos cselekmények mindennaposak voltak, és kislánya már a kipufogó durranását is lövésnek vélve az ágy alá bújik. Apja azt meséli neki, hogy őt eddig egy varázslatos, láthatatlan köpeny védte meg minden bajtól (a lövésektől is), és ezt a köpenyt most a lányának adja, a továbbiakban ez megvédi, nem kell félnie.
Amikor a napi munka után Daniel hazaérkezik, Farhad kiszáll a kocsijából, és ráfogja pisztolyát. Daniel kislánya – aki úgy tudja, hogy a lövésektől is védő köpenyt most ő viseli – kiszalad, és apjára ugrik, hogy a csodaköpennyel megvédje őt. Eközben Farhad tüzel, de senki nem sérül meg. Farhad angyali csodának tartja, hogy megmenekült a gyerekgyilkosságtól, hazamegy, fegyverét átadja lányának, aki a lőszeres doboz feliratából megállapítja, hogy vaktöltényt választott.

### 2. Anthony, Peter
A belváros legfényesebb utcájában két néger fiatalember beszélget. Anthony mindenben a feketék üldöztetését látja: elégedetlenkedik, hogy az étteremben bőrszíne miatt nem töltöttek neki elég sokszor kávét (bár kiderül, hogy a felszolgáló is néger volt), és felháborodik azon, hogy a városnak ezen, a legfehérebb és legbiztonságosabb helyén a fehérek gyanakodva nézegetnek rájuk, a két egyetemistának kinéző fiúra. Úgy gondolja, inkább nekik lenne okuk félelemre. „Miért ne féljünk?” – kérdi Petertől, aki azt válaszolja: „Mert fegyverünk van…” Majd mindketten pisztolyt rántva, elrabolják a szembe jövő házaspár (történetesen a kerületi ügyész, Rick és felesége, Jean) kocsiját és kulcsait.
Anthony és Peter egy orgazda megrendelésére rabolták el a NAVIGATOR kocsit. Amikor a zsákmánnyal a műhelyébe tartanak, elgázolnak egy kínait, aki épp mikrobuszába akart beszállni. A kínai a kocsi alá kerül, a kulcs a mikrobusz zárjában maradt. A fiúk a sebesültet kihúzzák a kocsi alól, és a kórház előtt kidobják az utcára. Az orgazda nem fizet a kocsiért, mert az a baleset miatt megsérült és véres lett, és ez a lebukás veszélyét rejti magában.
Így másik NAVIGATOR-t kell szerezniük. Másnap egy STOP táblánál megálló példányt próbálnak elrabolni, de meglepetésükre annak ugyancsak fekete tulajdonosa, Cameron ellenáll, megszerzi Anthony pisztolyát. Egy rendőrautó érkezik, és a dulakodás láttán közelít hozzájuk. Peter elmenekül, Anthony a kocsiba ugrik. Cameron megszabadul a rendőröktől (ezt ld. Cameron történetében, 6), majd megrója Anthonyt gyalázatos viselkedése miatt, amellyel megszégyeníti saját fajtáját, a feketéket is. Visszaadja a pisztolyát, és kiutasítja a fiút a kocsijából.
A busz, amelyen a megszégyenült Anthony haza utazik, épp az elgázolt kínai által hátrahagyott mikrobusz előtt halad el, és Anthony észreveszi, hogy a zárban ott a kulcs. Leszáll a buszról, és a kocsit az orgazdához viszi. Az a leharcolt mikrobusszal nem tud mit kezdeni, de amikor kinyitja a hátsó ajtót, és látja, hogy leláncolt sárgabőrűek ülnek odabent, mégis átvenné, mert a sárgákat el tudná adni. Anthonyban viszont Cameron megrovása lelkifurdalást keltett, ezért nem adja át a buszt az orgazdának, hanem egy forgalmas úton leállítja, és a fogoly sárgákat szabadon engedi, sőt pénzt ad nekik élelemre.
Peter további sorsát ld. Hanson történetében (6).

### 3. Rick, Flanagan, Graham
A kerületi ügyészt (Rick) nem elrabolt kocsijának sorsa izgatja (bizonyára volt biztosítása), hanem az eset politikai kihatása. A probléma az, hogy a rabló fekete volt. Ennek publikálása a fekete közönség haragját vonná maga után, míg ha nem tesz határozott lépéseket, a rendpárti fehérek szavazatait veszti el. Kínjában már arra gondol, hogy ellenpontként kitüntet egy hősiesen viselkedett sötét bőrű tűzoltót, de kiderül, hogy a jelölt iraki származású, és Szaddamnak hívják, így letesz erről a tervéről.
Tovább bonyolítja a dolgot egy másik bűneset: egy fehér férfi önvédelemre hivatkozva autójából lelőtt egy, a kocsijával őt állítólag leszorítani próbáló fekete férfit. Kiderül, hogy mindkét férfi rendőrnyomozó. A fehér korábban már két feketét lőtt le büntetlenül, viszont a fekete kocsijában 200000 dollárt találtak, és valószínűleg kábítószert is fogyasztott. Az ügyész számára elviselhetetlen volna, hogy két fekete bűnöző (a kocsit elrabló, ill. a lelőtt korrupt, kábítószeres rendőr) esetét jelentse be, ezért helyettese, Flanagan (ügyészségi főnyomozói kinevezés kilátásba helyezésével) ráveszi az üggyel foglalkozó, ugyancsak fekete bőrű Graham nyomozót, hogy a lelőtt fekete nyomozónál talált pénzről hallgasson, és a fehér nyomozót tegyék meg bűnbaknak.

### 4. Jean, Maria
A kerületi ügyész felesége (Jean) kocsijuk elrablásával igazolni látja a színes bőrűektől való félelmét. Mivel kulcsaikat is elrabolták, kicseréltetik lakásuk zárját is. Történetesen ezt a zárat is Daniel (1. történet) cseréli, akinek bőrszíne, kopasz feje és tetoválásai alapján Jean azt feltételezi, új zárjuk kulcsait el fogja adni egy betörő bandának. Ezért férjétől azt követeli, hogy másnap ismét cseréltessenek zárat, ezúttal megbízható szerelővel.
Jean unatkozó, elkényeztetett úriasszony, hangulatát folyamatosan színes bőrű szolgálóival való elégedetlensége jellemzi. Amikor telefonon e problémáit ecseteli egy barátnőjének, leesik a lépcsőn, és nem tud felállni. Barátnője nem hajlandó segítséget nyújtani, mert masszázsra megy. Csak a hazatérő színes bőrű házvezetőnő, Maria tesz meg önzetlenül minden tőle telhetőt úrnője érdekében, aki megállapítja, hogy ténylegesen Maria az ő legjobb barátnője.

### 5. Ryan, Christine, Shaniqua
Ryan rendőr őrmester középkorú férfi, aki apjával él együtt. Apjának valószínűleg prosztatarákja van, de az egészségbiztosító orvosa csak gyulladáscsökkentő gyógyszert hajlandó felírni neki. Ryan telefonon próbálja jobb belátásra bírni az egészségbiztosító ügyintézőjét, de az elutasítja. Ryan – hogy panaszt tehessen – megkérdi a nő nevét, és abból (Shaniqua) megállapítja, hogy néger. A nő lecsapja a kagylót, Ryan dühösen megy kocsijához, és járőrtársához, a fiatal Hanson rendőrhöz. A rendőrségi rádión ekkor mondják be a kerületi ügyésztől elrabolt kocsi adatait. Épp egy ilyen NAVIGATOR halad előttük, ezért követni kezdik. A rendszám nem egyezik, de egy fekete férfi (Cameron) vezeti, és a rendőrök szeme láttára emelkedik fel az anyósülésen egy ugyancsak fekete nő (Christine, a felesége), aki épp leszopta a kocsit vezető férfit. A rendőrök megállítják a kocsit. Az ittas Christine a rendőri felszólítás ellenére kiszáll a kocsiból, és kötekedik Ryan őrmesterrel. Ryan, aki amúgy is fel van dühödve a Shaniqua-val folytatott beszélgetés miatt, motozás közben a nemi szervét tapogatva megalázza a nőt. Cameron ezt tehetetlenül nézi, mert fél, hogy ha rendőrségi ügybe keveredik, elveszti jól fizető filmes állását, így pedig – miután elnézést kért Ryantól – egy figyelmeztetéssel elengedik.
Másnap Ryan személyesen is felkeresi az egészségbiztosítónál Shaniqua-t, és elmondja neki, hogy beteg édesapja cégénél csak feketéknek adott munkát, amíg tönkre nem ment, mert a város a pozitív diszkriminációra hivatkozva fekete tulajdonú cégeknek adta megrendeléseit. Erre hivatkozva is kéri apja megfelelő egészségi ellátását, de a sértett Shaniqua ismét elutasítja.
Christine karambolozik, kocsija felborul, az asszony az ülésbe szorul. A balesethez történetesen elsőként Ryan őrmester érkezik meg (már másik járőrtárssal), és igyekszik kiszabadítani Christine-t. Felismerik egymást, az asszony először undorodva visszautasítja a segítséget, de amikor látja, hogy csöpög az üzemanyag, és az égő másik kocsiról átterjedhet a tűz, engedi, hogy Ryan hozzáérjen, elvágja a beszorult biztonsági övét. A tűz közeledik, Ryant társa lábánál fogva kihúzza a kocsiból, ő azonban visszamászik, és életét kockáztatva Christine-t is kimenti. Néhány másodperccel később a kocsi már ég. Amikor a mentők elvezetik, Christine megdöbbenve és hálásan néz vissza Ryanra.
Ryan szolgálat után hazatér szenvedő apjához, akin nem tud segíteni.
A film utolsó jelenetében még egyszer megjelenik Shaniqua is: valaki (fehér ember, de rosszul beszél angolul) hátulról a kocsijának ütközik…

### 6. Hanson, Cameron, Peter
Hanson rendőrt megdöbbenti, amikor Ryan a motozáskor megalázza Christine-t. Nem ismerve az előzményeket úgy gondolja, hogy társa rasszista, ezért a rendőrőrsre visszatérve a parancsnoktól másik járőrtársat kér. A parancsnok, aki szintén fekete, közli, hogy Ryan 17 éve szolgál, ebből 11 évet az ő alárendeltségében, és furcsa volna, ha rasszizmusát nem vette volna észre. Hansont összeférhetetlen alaknak tartja, ezért azt ajánlja, hivatkozzon arra, hogy szélgörcsei miatt emberfia nem tud meglenni mellette, akkor társ nélkül járőrözhet.
Másnap Hanson már társ nélkül megy szolgálatba a rendőrautóval.
Cameron és felesége az igazoltatás, motozás után hazatérnek. A nő szemrehányást tesz, gyávának nevezi, amiért férje nem védte meg, összevesznek.
Másnap Cameron rossz hangulatban megy dolgozni. Ebédszünetben Christine meglátogatja, de nem békülnek ki. Christine elhajt (ez után szenved autóbalesetet).
Cameron a munka végeztével lehangoltan haza indul NAVIGATOR kocsijával. Amikor egy STOP táblánál megáll, és elgondolkozik, Anthony és Peter az ajtót kinyitva, pisztolyt fognak rá, el akarják rabolni a kocsit. Cameron, aki elkeseredett, mert felesége gyávasággal vádolta, ellenáll, verekedésbe kezd Anthonyval. Rendőrautó érkezik, a dulakodást látva közelít hozzájuk. Peter elmenekül, Anthony és Cameron a kocsiba pattan. Cameron elveszi Anthony fegyverét. Időközben másik rendőrjárőr is érkezik Hanson személyében. A rendőrök fegyvert rántanak, és felszólítják a kocsiban tartózkodókat, hogy felemelt kézzel szálljanak ki. Cameron olyan hangulatban van, hogy már a halált is vállalná, kiszáll, de nem engedelmeskedik a rendőröknek. Hanson felismeri Cameront, megérti a hangulatát. A többi rendőrnek azt mondja, Cameron a barátja, iratai rendben vannak, nincs fegyvere, bízzák rá a lecsillapítását. Cameronhoz megy, figyelmezteti, hogy ha tovább handabandázik, lelőhetik. Eléri, hogy a férfi csendben visszamenjen a kocsijához, rendőr társaitól pedig szívességet kér: engedjék el Cameront. Cameron a kocsiban maradt Anthonyval elhajthat – Hanson megmentette Cameron életét. Cameron hazatér, és kibékül feleségével.
Szolgálata után Hanson saját kocsijával hajt hazafelé. Előítélet mentességét mutatja, hogy felvesz egy fekete stoppost: Petert. Beszélgetésük alapján azonban azt gondolja, utasa szórakozik vele, kineveti, ezért az út szélére áll, és felszólítja Petert, hogy szálljon ki. Peter nem akar kiszállni, Hanson felszólítása ellenére a zsebéből ki akar kapni valamit. Hanson azt hiszi fegyver, és önvédelemből Peterre lő – akinek a zsebében csak egy kabalafigura volt.
Peter meghal. Hanson megijed, a hullát az út mentén kidobja, és a kocsiját a város határában felgyújtja, hogy a nyomokat megsemmisítse.

### 7. Graham, Ria
Graham rendőrnyomozó is fekete, a kocsitolvaj Peter bátyja. Kolléganője, latin-amerikai Ria egyúttal barátnője is. Öreg, magatehetetlen anyja kéri, hogy keresse meg öccsét, de munkája – most épp a fekete nyomozót a kocsijából lelövő fehér nyomozó ügye – és magánélete elsőbbséget élvez.
Graham úgy látja, könnyen lehetséges, hogy a fekete nyomozó valóban provokálta a fehéret, de Flanagan ügyészhelyettes megzsarolja. Egyrészt közli, hogy tudomása van Peter öccse ügyeiről, aki a „három csapás” alapján most már életfogytiglant fog kapni, körözés van kiadva ellene, másrészt felajánlja segítségét ennek az elkerülésére, valamint Graham kinevezését ügyészségi főnyomozónak, ha eltitkolja a fekete nyomozó ellen szóló bizonyítékokat. Graham belemegy, és ilyen értelmű jelentést tesz.
Grahamot este esethez hívják: a főút mellett holttestet találtak. Amikor Ria-val a helyszínre ér és megáll, egy kínai nő hátulról ütközik a kocsijával. Graham a halottban öccsét ismeri fel.
A holttestet anyja is azonosítja a hullaházban (ugyanitt dolgozik Dorri is), és Grahamot teszi felelőssé öccse haláláért.

### 8. A kínai (Csacsingo) és felesége
A kínai, akit Anthony és Peter elgázolt (2), emberkereskedő volt. Amikor felesége a kórházban felkeresi, megkéri, hogy keresse elő tárcájából a (kocsijában maradt, már át nem adott) emberekért kapott csekket, és azonnal váltsa be… A kínai nő ez után ütközik Graham és Ria kocsijának.

## Szerepek
Az Ütközésekben nincs kiemelt főszereplő, több egyenrangú szálon fut a cselekmény. 
- Rick (Brendan Fraser) a Los Angeles-i fehér kerületi ügyész. Ő és a felesége ülnek a kocsiban, amit Anthony és Peter elrabolnak; Rick ettől kezdve azzal próbálja megmenteni politikai karrierjét, hogy a szavazóit igyekszik meggyőzni faji kérdésekben mutatott érzékenységéről.
- Jean (Sandra Bullock), Rick fehér felesége, akinek rasszista előítéleteit felerősíti a gépkocsirablás. A film végére, egy háztartási baleset után rá kell jönnie, hogy az általa ismert legkedvesebb és a legsegítőkészebb személy nem más mint Maria, a spanyol-amerikai házvezetőnője.
- Anthony (Chris "Ludacris" Bridges) egy kicsinyes, fekete bőrű csaló, aki lopott kocsikat ad el. Úgy gondolja, hogy a társadalom igazságtalan a feketékkel szemben. A filmben egy ponton azzal próbálja igazolja tetteit, hogy azt állítja, sohasem ártana egy másik feketének. Ő és Peter tévedésből megpróbálják elrabolni egy fekete, Cameron autóját. Amikor Cameron megtámadja Anthonyt a rablás során, Anthony le akarja lövetni őt Peterrel.
- Peter (Larenz Tate), Anthony fekete bőrű bűntársa, aki gúnyolódik Anthony paranoiáján. Petert Hanson rendőr öli meg, aki a sikertelen rablás után pár órával fölszedi őt a völgyben. A zsaru tévedésből lövi le, azt hiszi hogy Peter a fegyveréért nyúl, miközben ő csak azért nyúlt a zsebébe, hogy megmutassa neki Szent Kristóf szobrát, amit magánál hord.
- Graham (Don Cheadle), Péter bátyja, a Los Angeles-i rendőrség nyomozója. Nem tartja a kapcsolatot a kispénzű családdal. Megígéri anyjának, hogy megtalálja öccsét, de már egy másik ügyön kell dolgoznia, amelyben egy fehér rasszista zsaru lelőtt egy másik (talán korrupt) fekete zsarut. Flanagan felajánlja neki, hogy segít neki előrejutni a szamárlétrán és kitörli öccsét a rendőrségi nyilvántartásból, ha egy vitatott bizonyítékot figyelmen kívül hagy. Grahamet, akit először sért az ajánlat, meggyőzi a Flanagannel folytatott beszélgetés a pozitív diszkriminációról. A végén nehéz döntést hozva, kihagyja az információt, így talán egy ártatlan embert juttatva rácsok mögé, bár a kérdéses személyt épphogy csak felmentették két előző faji hátterű lövöldözés vádja alól. A sors iróniája, hogy Graham visszatartja a bizonyítékot a bátyja megmentése érdekében, aki később erőszakos halállal hal meg.
- Flanagan (William Fichtner), Rick segédje, aki rábeszéli Grahamet a korrupt alku elfogadására, a pozitív diszkrimináció előnyeit fejtegetve. Az alku részeként Flanagan karrierjét egyengeti, és ejtik az öccse elleni vádakat. Bár az üzlet piszkos, Flanagan a filmben egy apró, de igen fontos szerepet játszik a pozitív diszkriminációról való beszédével, és erkölcsi magaslatról próbálja megindokolni tetteit. A végén Grahamre bízza a döntést, mondván „te vagy a legközelebb ehhez az egészhez, te mondd meg, mit kell tenni!”, azt sugallva, hogy a rendszerszinten egyenrangú társadalomban jelen lévő érdemi egyenlőtlenségek jogalapul szolgálhatnak a tetteikhez.
- Ria (Jennifer Esposito) egy latin-amerikai nyomozónő, Graham barátnője.
- Ryan tiszt (Matt Dillon) egy fehér rendőr aki a fekete bőrű Christine-t molesztálja egy forgalmi ellenőrzés során. Partnere, Hanson tiszt ekkor tételezi fel rasszizmusra való hajlamát. Ryan megpróbál apján segíteni, akinek talán prosztatarákja van, de húgyúti fertőzésnek diagnosztizálja az orvos. Ryan sértő megjegyzéseket tesz a fekete egészségbiztosítási előadóra, de megmenti Christine életét, akit előzőleg szexuálisan zaklatott. Faji előítéletei abból fakadnak, hogy apja felépített egy céget ami főleg feketéket foglalkoztatott és egyenlő bérezésben részesítette őket, de a rövidlátó pozitív diszkriminációs intézkedések miatt főleg azokkal a cégekkel kötöttek szerződéseket, ahol a feketék vagy más kisebbség volt a tulajdonos. Az apja elveszítette a feleségét, az állását és a cégét, ezért érez Ryan megvetést a fekete amerikaiakkal szemben.
- Cameron (Terrence Howard) egy fekete televíziós rendező, aki kétségbeesik és megzavarodik, miután Ryan rendőrtiszt molesztálja a feleségét és egyben személyiségének integritását.  Egy fellobbanása során szembeszáll Anthonyval és Peterrel, akik a kocsiját próbálják ellopni, elveszi Anthony fegyverét, és éles szóváltásba keveredik felfegyverzett fehér bőrű rendőrtisztekkel, nem tartva attól, hogy kiesik a fehéreknek alárendelt fekete szerepéből, sőt, láthatólag az életét sem félti.  Abban a pillanatban, amikor már úgy tűnik, hogy agyon fogják lőni, Hanson tiszt megmenti az életét.
- Christine (Thandiwe Newton), Cameron felesége. Ryan molesztálja, miután félreállítja a kocsit, amiben ő és Cameron ülnek. Dühös lesz férjére, mert az nem tesz semmit a zaklatás során. Másnap egy baleset során beszorul egy felborult kocsiba, és ugyanaz a rendőr menti meg az életét, aki korábban molesztálta.
- Hanson tiszt (Ryan Phillippe) Ryan tiszt partnere, akit felháborít társa vélt rasszizmusa, és a város tehetetlensége. Megpróbál másik partner után nézni, miután látja hogy Ryan zaklatja Christine-t, és végül egyedül kezd járőrözni. Hanson megmenti Cameront, amikor az összeütközésbe kerül a rendőrséggel, ugyanakkor lelövi Petert, akit felvett a kocsijába, amikor az zsebébe nyúl Szent Kristóf-szobráért. Ez a reakciója valószínűleg Cameronnal való korábbi találkozásából is fakad.
- Daniel (Michael Peña) egy mexikói-amerikai lakatos, akit Jean és mások hátrányosan megkülönböztetnek, mert szerintük úgy néz ki mint egy bűnbandatag (borotvált fej, tetoválások), pedig valójában odaadó családapa. Biztonságos környezetet keres kislányának, akinek belőttek az ablakán az előző otthonukban. Ezért egy nyugodtabb környékre költöznek és magániskolába íratja a lányát. Őt és lányát meglövi Farhad, de nem esik bántódásuk, mivel a fegyverben vaktöltények vannak.
- Farhad (Shaun Toub) egy biztonságáért aggódó perzsa bolttulajdonos. A rasszista zaklatástól frusztrált Farhad életét megnehezítik angol nyelvtudásbéli hiányosságai. Danielt hibáztatja, amiért faji indíttatásból behatolnak a boltjába és szétverik azt, ezért elmegy Daniel otthonába és le akarja lőni őt. Daniel lánya „különleges” mellényt visel, amiről apja azt mondta neki, hogy áthatolhatatlan és megvédi őt a golyóktól. Odafut, hogy megvédje apját. Farhad Danielre céloz, de véletlenül a lányát lövi le. Azonban, bár Farhed és Daniel nem tudnak erről, a fegyverben vaktöltény volt. Nagy megkönnyebbülés mindkettőjüknek, hogy a lány nem sérült meg; Farhad úgy gondolja, egy angyal avatkozott közbe, ezért felhagy a Daniel elleni támadásával.
- Dorri (Bahar Soomekh), Farhad lánya, aki – nem úgy, mint apja – alkalmazkodott az amerikai kultúrához. Amikor apját kidobják a fegyverboltból, mert alig tud angolul, és ezért arab terroristának nézik/nevezik, ő fejezi be a vásárlást, és választ ki a pisztolyhoz (hozzá nem értése következtében) vaktöltényeket. Szintén ő az orvos a hullaházban, aki elkíséri Grahamet és édesanyját Peter testének azonosítására.

|  | Itt a vége a cselekmény részletezésének! |

## Fontosabb díjak és jelölések
Oscar-díj (2006)
- díj: legjobb film
- díj: legjobb eredeti forgatókönyv: Paul Haggis, Robert Moresco
- díj: legjobb vágás: Hughes Winborne
- jelölés: legjobb férfi mellékszereplő: Matt Dillon
- jelölés: legjobb rendező: Paul Haggis
- jelölés: legjobb betétdal (Kathleen York és Michael Becker: In the Deep)

Golden Globe-díj (2006)
- jelölés: legjobb férfi mellékszereplő: Matt Dillon
- jelölés: legjobb forgatókönyv: Paul Haggis, Robert Moresco

## további információk
- Hivatalos oldal
- Ütközések a PORT.hu-n (magyarul)
- Ütközések az Internet Movie Database-ben (angolul)
- Ütközések a Rotten Tomatoeson (angolul)
- Ütközések a Box Office Mojón (angolul)